# Die Bambis
Pour les articles homonymes, voir Bambi.
Die Bambis est un groupe de schlager autrichien.

## Histoire
Le groupe est composé en 1958 de deux Bavarois Mandi Oswald, Conny Fuchsberger, et de deux Autrichiens Hannes Schlader, Peter Holzer.
Le groupe se produit jusqu'en 1966. Les membres fondent en 1963 le club "Tabarin" dans Annagasse et l'exploite sous le nom de "Tenne" jusqu'en 2004.
Ils font un come-back de quelques dates dans les années 1980.

## Discographie
Singles
- Gina (1964)
- Melancholie (1964)
- Columbus-Slop (1965)
- Es war nur Liebelei (1965)
- Nur ein Bild von dir (1965)
- Sommertraum (1966)
- Der schönste Preis/Susi Rock (1984)

LPs
- Bambis (1977)
- 25 Jahre die Bambis - Ihre größten Erfolge (1983)